# Língua michif
Michif (também Mitchif, Mechif, Michif-Cree, Métif, Métchif, Francês Cree) é a língua do povo Métis do Canadá e dos Estados Unidos, pessoas que são os descendentes de Primeiras Nações mulheres (principalmente Cree, Nakota e Ojibwe) e homens trabalhadores de origem europeia do comércio de peles (principalmente canadenses de origem  francesa e escocesa).
Michif conforme registrado a partir da década de 1970 combinou dois sistemas fonológicos separados: um para elementos de origem francesa e um para elementos de origem Cree (Rhodes 1977, 1986). Por exemplo, / y /, / l /, / r / e / f / existem apenas em palavras francesas, enquanto que oclusivas peé-aspiradas como  / ʰt / e  / ʰk / existe apenas em palavras Cree. Nesta variedade de Michif, os elementos franceses foram pronunciados de maneiras que têm valores tipicamente canadenses franceses para as vogais, enquanto os elementos Cree possuem valores Cree distintivamente para vogais. No entanto, há alguma influência Cree em palavras francesas no sistema de tonicidade (Rosen 2006). Mas, no ano 2000, havia falantes da Michif que haviam juntado os dois sistemas em um único (Rosen 2007).

## Consoantes
|            | Labial | Labio-dental | Alveolar | Alveo-palatal | Velar  | Glotal |
| ---------- | ------ | ------------ | -------- | ------------- | ------ | ------ |
| Oclusivas  | ʰp p b |              | ʰt t d   |               | ʰk k g |        |
| Africadas  |        |              |          | ʰtʃ tʃ dʒ     |        |        |
| Fricativas |        | f v          | s z      | ʃ ʒ           |        | h      |
| Nasais     | m      |              | n        |               |        |        |
| Líquidas   |        |              | r l      |               |        |        |
| Semivogais | w      |              |          | j             |        |        |

## Vogais
Michif apresenta quatro vogais orais e quatro nasalizadas.

### Orais
|         | Anterior | Central | Posterior |
| ------- | -------- | ------- | --------- |
| Fechada | i ɪ      | y       | ʊ u       |
| Medial  | e ɛ      | œ       | ɔ o       |
| Aberta  | a        |         | ɑ         |

### Nasais
Correspondentes nasais:
- /ĩ/
- /ɛ̃/
- /ɔ̃/
- /ɑ̃/